# Reggenza di Pati
La reggenza di Pati (in indonesiano: Kabupaten Pati) è una reggenza dell'Indonesia, situata nella provincia di Giava Centrale.